# Scott & Huutsch
Scott & Huutsch (Originaltitel: Turner & Hooch / Alternativtitel: Scott & Huutsch - Eine Dogge zum Knutschen) ist eine US-amerikanische Actionkomödie von Roger Spottiswoode aus dem Jahr 1989. Produktionsfirmen waren Touchstone Pictures in Zusammenarbeit mit Silver Screen Partners IV. Die Hauptrolle besetzt Tom Hanks.

## Handlung
Der Polizist Scott Turner lebt in der Kleinstadt Cypress Beach an der kalifornischen Küste. Das Wichtigste in seinem Leben ist Ordnung. Zum Dienst erscheint er immer tadellos gekleidet, auch sein Haus ist stets blitzsauber.
Als eines Tages der Schrottplatzbesitzer Amos ermordet wird, ist Turner gezwungen, den einzigen Zeugen der Tat bei sich aufzunehmen – eine sabbernde Bordeaux-Dogge namens Huutsch. Anfangs hält Turner dies noch für einen großen Fehler, da der Hund sein Vorzeigehaus verwüstet. In liebevoller Kleinarbeit zerlegt er sämtliches Mobiliar sowie sein Auto und zerrt Turner eines Tages in das Haus der attraktiven Tierärztin Emily Carson. Obwohl Junggeselle Scott beinahe noch weniger von Beziehungen hält als von Hunden, verliebt er sich in Emily.
Und auch die Beziehung zu Huutsch entwickelt sich positiv. Scott und Huutsch kommen sich allmählich näher, und Huutsch wird zu Scotts Partner. Er identifiziert den Mörder seines früheren Besitzers und hilft Scott, ihn zu stellen. Allerdings steckt hinter dem Mord mehr als gedacht. Scott findet heraus, dass in der Fabrik nahe dem Schrottplatz, auf dem Huutsch früher lebte, Geld in riesigen Eisblöcken eingefroren und zwischen Fischen aus der Stadt gebracht wird. Um die Verantwortlichen zu stellen, dringt er zusammen mit Huutsch in die Fabrik ein. Als Turners Vorgesetzter Howard Hyde ebenfalls in der Fabrik auftaucht, ist Turner zunächst ein wenig irritiert, doch dann kommt er dahinter, dass sein Chef Drahtzieher des Verbrechens ist. Es kommt zum Kampf. Während Turner und Hyde gegeneinander kämpfen, sieht der Leiter der Fabrik, der ebenfalls in die Verbrechen verwickelt ist, die Chance, Turner zu erschießen. In dem Moment greift jedoch Huutsch an und kann den Mann, obwohl dieser ihm in die Brust schießt, von den Beinen reißen. Als Turner zu ihm will, wird er von Hyde mit einer Waffe aufgehalten. Während er auf Turner einredet, mit ihm zusammenzuarbeiten, schleppt sich Huutsch mit letzter Kraft zu Hyde und beißt diesen ins Bein, so dass Scott ihn überwältigen kann. Scott bringt Huutsch zu Emily, die vergeblich versucht, sein Leben zu retten.
Monate später ist Scott Turner Polizeichef der Stadt. Er eilt nach dem Anruf seiner inzwischen schwangeren Frau Emily nach Hause. Im unteren Teil des Hauses wuseln etliche junge Collies umher. Im oberen Bereich des Hauses, in dem alles verwüstet ist, befindet sich Scotts neuer Hund, einer von Huutschs Nachkommen.

## Kritiken
Der Film erhielt gemischte Kritiken und erreichte bei Rotten Tomatoes eine Bewertung von 54 %, basierend auf 28 Kritiken.
Rita Kempley verglich den Film in der Washington Post vom 28. Juli 1989 mit dem Film Mein Partner mit der kalten Schnauze. Er beinhalte nichts Neues.
Das Lexikon des internationalen Films schrieb, der Film sei eine „naiv-freundliche Unterhaltung“. Die Handlung sei „klischeehaft“, werde aber „mit amüsanten Gags um den immer sympathischer werdenden Hund überspielt“.
Die Redaktion der Fernsehzeitschrift Prisma meinte: „Nach ‚Mein Partner mit der kalten Schnauze‘ ist dies eine weitere Hollywood-Komödie mit ähnlichem Strickmuster (aufrechter Cop und widerspenstiger Hund). Allerdings sind hier nicht nur Inszenierung und Schauspieler (inklusive Hunde), sondern auch die Gags (‚Das ist nicht dein Zimmer!‘) und widerlichen Sabbereien wesentlich besser.“

## Auszeichnungen
Der Film wurde im Jahr 1990 als Beste Komödie für den Young Artist Award nominiert. Charles Gross gewann 1990 den Film & Television Music Award der American Society of Composers, Authors and Publishers.

## Hintergrund
Der Film wurde in Los Angeles, Pasadena in Kalifornien gedreht. Er spielte in den Kinos der USA ca. 71,1 Millionen US-Dollar ein.
In der Szene, wo Scott Turner den Hund Huutsch aus dem Polizeirevier zur Hochzeit verfolgt, ist kurz ein grünes Straßenschild zu sehen. Auf dem ist der Name Forest und Lighthouse zu erkennen. 
Als Tom Hanks einige Jahre später als Forrest Gump seinen Lauf durch die USA startet, ist auch ein Leuchtturm zu sehen, als er an den 2. Ozean ankommt. Die Laufszene in "Scott und Huutsch" erinnert also an den Film "Forrest Gump", der erst einige Jahre später gedreht wird. Oder doch umgekehrt?!
In der 4. Staffel (Folge 23) der Krankenhaus-Serie Scrubs – Die Anfänger, gibt es eine Anspielung auf den Film, dort teilt der Protagonist mit Absicht die Ärzte Dr. Hooch und Dr. Scott (im Original Dr. Turner) für eine Operation ein. Dr. Scott wird hierbei sogar von Tom Hanks Bruder Jim Hanks dargestellt.
Im Vorspann zur Krimiserie Castle spricht Richard Castle davon, dass ihn die Zusammenarbeit mit Kate Beckett an bekannte Ermittlerduos erinnert, u. a. auch Turner & Hooch. Anscheinend war dem Synchronunternehmen Antares Film nicht bewusst, dass der Film (und später auch die Serie) im Deutschen umbenannt wurde, weswegen diese Aussage wörtlich übernommen wurde.